# Candelario
Candelario est une commune de la province de Salamanque dans la communauté autonome de Castille-et-León en Espagne.

## Patrimoine

Architecture traditionnelle de Candelario.
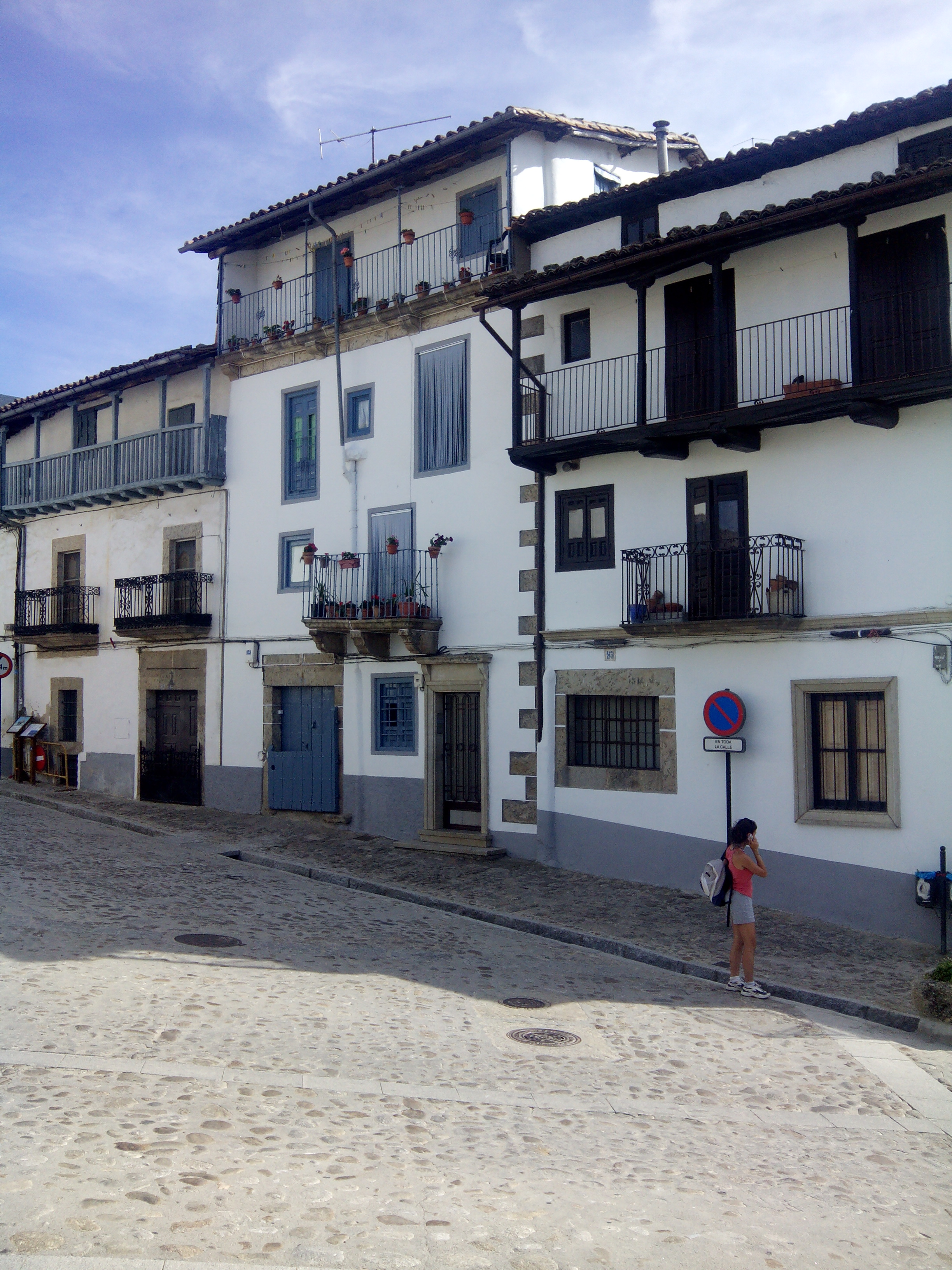
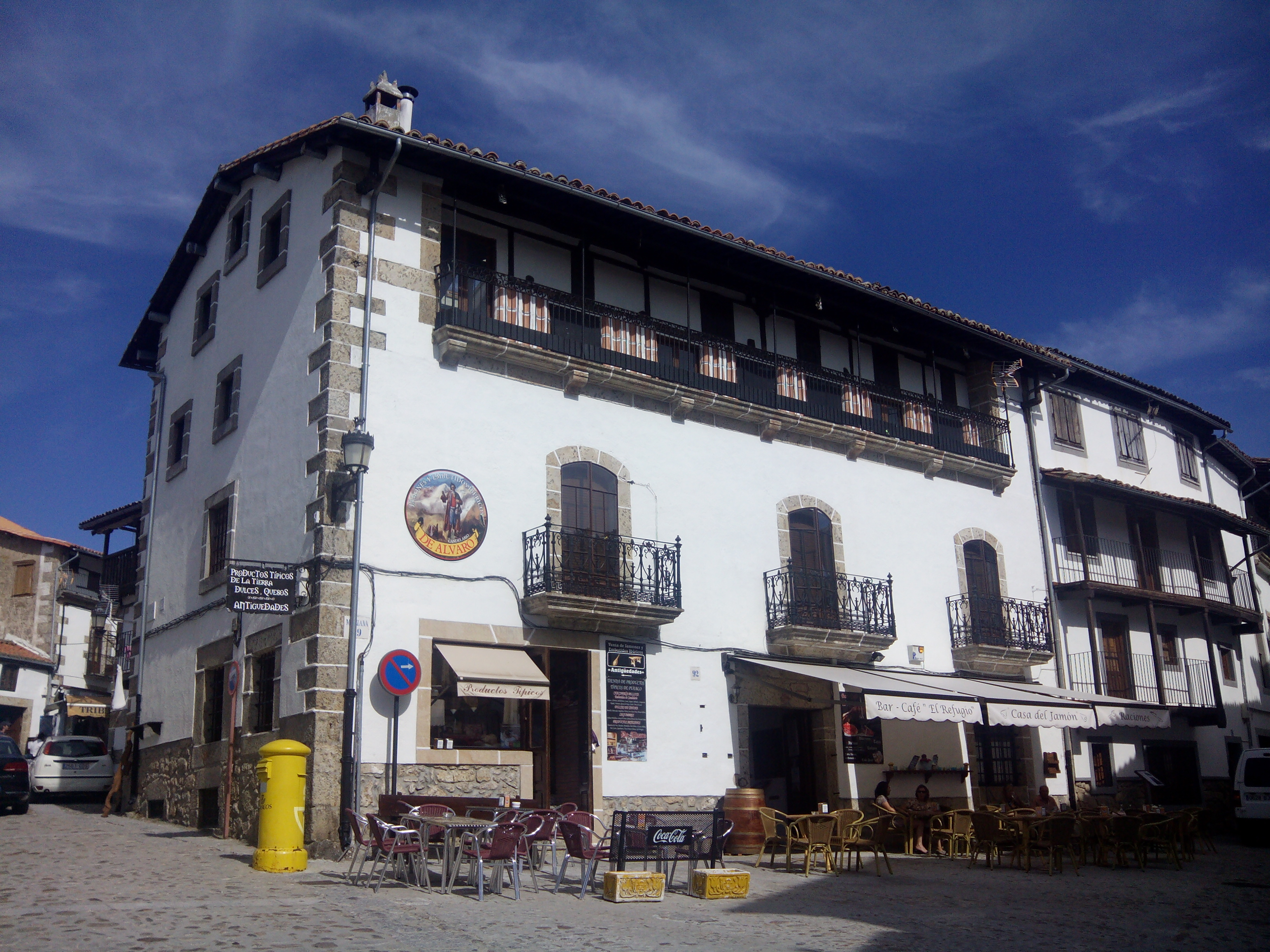
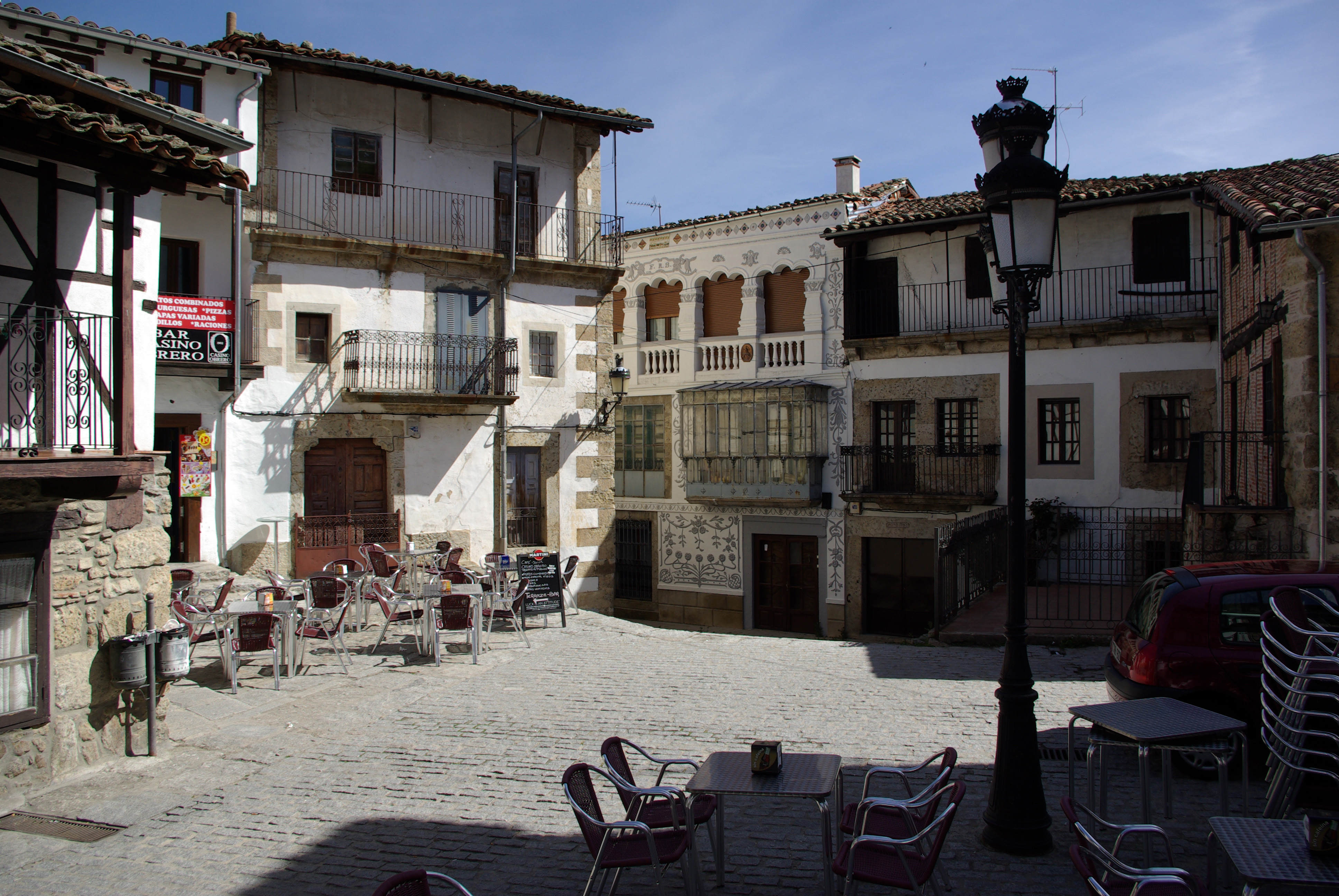